# 666

## Decese
- 11 septembrie: Dou Dexuan, oficial al dinastiei Tang (China), (n. 598)
- 26 noiembrie: Yeon Gaesomun, dictatorul regatului Goguryeo (Coreea), (n. 603)
- Li Yifu, oficial al dinastiei Tang (China), (n. 614)
- Liu Xiangdao, oficial al dinastiei Tang (China), (n. 596)